# Майстер і Маргарита (фільм, 1972)
«Майстер і Маргарита» — італо-югославський фільм 1972 року. Екранізація однойменного роману Михайла Булгакова. Отримав приз МКФ у Венеції і національну премію Велика золота арена (1972).
Режисер картини Олександр Петрович.
Бата Живоїнович отримав премію за кращу чоловічу роль на кінофестивалі в Пулі 1972 року.

## Сюжет
Відрізняється від сюжету роману. У радянській Москві 1920-х років — місці, де ніхто не вірить ні в Бога, ні в диявола, драматург Микола Максудов пише п'єсу «Понтій Пілат». У своєму творі Максудов описав своє бачення біблійних подій і конфлікту між Пілатом і Ієшуа. Сміливий твір не сподобався критикам — Латунському, Аріману і Лавровичу. Відмовився поставити п'єсу в своєму театрі і директор Римський. Єдина, хто змогла зрозуміти п'єсу Миколи, — його кохана Маргарита, яка оцінила геній Майстра. Між тим таємничий іноземець Воланд зі своїми підручними Коров'євим і Азазелло з'являється в Москві і починає жорстоко карати всіх причетних до гоніння Майстра і його вміщення до божевільні. В кінці Воланд дає сеанс чорної магії в театрі з метою подивитися на московський сучасний люд в цілому. Маг робить висновок, що незважаючи на зіпсованість радянською ідеологією, москвичі є звичайними, здатними на співчуття і милосердя людьми. Воланд звільняє Майстра з лікарні і з'єднує його з Маргаритою. Оскільки Майстер не заслужив Світла (Раю), він може набути лише спокій: Дух зла дає Майстру і Маргариті по чаші фалернського вина, яке колись пив Понтій Пілат.

## В ролях
| Актор            | Роль                                 |
| ---------------- | ------------------------------------ |
| Уго Тоньяцці     | Микола Олексійович Максудов, Майстер |
| Бата Живоїнович  | Коров'єв                             |
| Павле Вуїсич     | Азазелло                             |
| Ален Кюні        | Воланд                               |
| Мімзі Фармер     | Маргарита                            |
| Фабіян Шовагович | Берліоз                              |
| Люба Тадич       | Понтій Пілат                         |
| Данило Стойкович | Попов                                |
| Златко Мадунич   | Оскар Данилович                      |
| Фахро Коніходжич | критик Лаврович                      |
| Ташко Начіч      | Римський                             |

## Цікаві факти
- На задньому плані у фільмі видно деякі афіші, що висять у цей час на вулицях Москви. Наприклад, назва «Єврейське щастя»[4];
- За кадром ніби голосом Майстра зачитується, не зовсім дослівно, текст відомого листа Михайла Булгакова Сталіну.